# Stojan Jankoelov
Stojan Jankoelov (Bulgaars: Стоян Янкулов; Sofia, 10 september 1966) is een Bulgaars drummer en slagwerker. Hij treedt sinds 2003 samen op met de zangeres Elitsa Todorova. Op 24 februari 2007 wonnen ze Pesen Ne Eurovizija 2007 en zo mochten ze Bulgarije vertegenwoordigen op het Eurovisiesongfestival 2007, met het lied Voda. Zij behaalden de vijfde plaats. Ook in 2013 deden Jankoelov en Todorova mee met de nationale voorselectie. Deze wonnen zij met het nummer Samo sjampioni. Dat lied strandde echter in de halve finale van het Eurovisiesongfestival 2013. Negen jaar later nam hij als onderdeel van Intelligent Music Project deel aan het Eurovisiesongfestival 2022 met het lied Intention. Ook dit lied strandde in de halve finale.

## Biografie
Jankoelov bezocht aanvankelijk de muziekschool "Ljoebomir Pipkov" in Sofia en vervolgens de Staatsmuziekacademie. Hij speelde in rock- en jazzbands en was zeven jaar lid van de Big Band van de Bulgaarse Nationale Radio.
2005: Kaffe · 
2006: Mariana Popova · 
2007: Elitsa Todorova & Stojan Jankoelov · 
2008: Deep Zone & Balthazar · 
2009: Krassimir Avramov · 
2010: Miro · 
2011: Poli Genova · 
2012: Sofi Marinova · 
2013: Elitsa Todorova & Stojan Jankoelov · 
2016: Poli Genova · 
2017: Kristian Kostov · 
2018: Equinox · 
2021: Victoria · 
2022: Intelligent Music Project
- Bibsys: 6062379
- Bibliothèque nationale de France: cb14038693r (data)
- International Standard Name Identifier: 0000 0003 7477 9910
- Library of Congress Control Number: n2006042185
- MusicBrainz: b1a2e932-53e1-4467-abb9-eb765e7f02a7
- Virtual International Authority File: 222556886
- WorldCat: E39PBJB48BxckqhyctYB7874MP